# Тавда (река)
Тавда́ (манс. Тагт) — река в Западной Сибири, левый приток Тобола (бассейн Оби). Протекает в Свердловской и Тюменской областях.

## Этимология
По мнению Е. М. Поспелова, одно из возможных объяснений гидронима из мансийского таут — «рукав».

## Общие сведения
Исток находится на восточном склоне Уральских гор (Средний Урал), в месте слияния рек Сосьвы и Лозьвы. Устье реки находится в 116 км по левому берегу реки Тобол. Длина реки составляет 719 км. На реке стоит город Тавда.

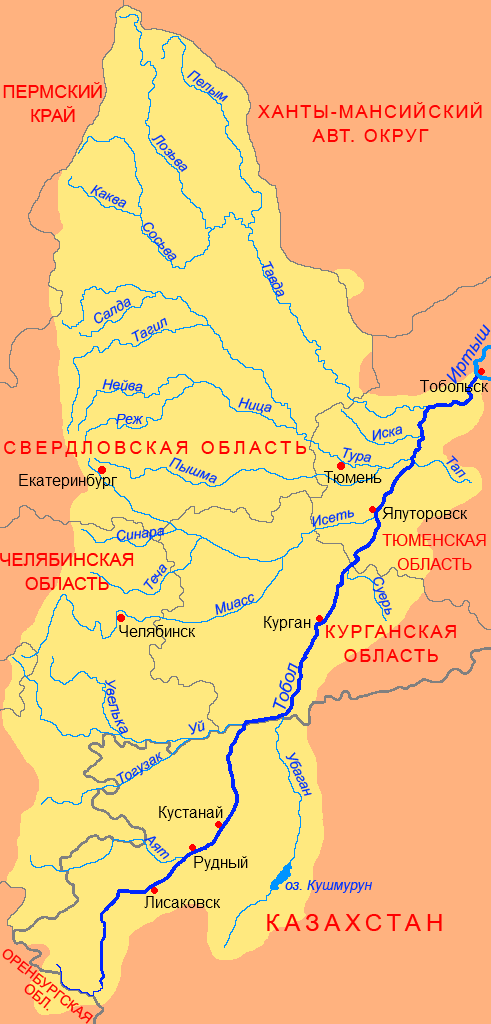
Бассейн Тобола

Длина реки — 719 км (с Лозьвой — 1356 км), площадь бассейна — 88 100 км².
По Западно-Сибирской равнине течёт по дну широкой долины. Русло очень извилисто. Питание реки смешанное, снеговое питание преобладает. Изменения уровня реки в течение года составляют 6 метров. Расход воды на отметке в 237 километрах от устья:
- средний 462 кубометра в секунду;
- максимальный 3250 кубометров в секунду;
- минимальный 11,4 кубометра в секунду.

Замерзает в начале ноября, вскрывается к концу апреля.
Река судоходна на большом протяжении.

## Притоки
(км от устья; указаны длины рек > 50 км)
- 21 км: Чамбаир
- 27 км: река без названия
- 42 км: Калымка
- 47 км: река без названия
- 71 км: Лабута
- 91 км: река без названия
- 111 км: река без названия
- 127 км: Первомайка
- 131 км: Березовка
- 141 км: Нижняя
- 167 км: Мияссы
- 204 км: Билькинка
- 215 км: Десяткина
- 220 км: Духовка
- 222 км: Карабашка (146 км)
- 231 км: Каратунка
- 238 км: Азанка
- 272 км: Ошмарка
- 309 км: Павья
- 325 км: Большая Емельяшевка (93 км)
- 338 км: Икса (129 км)
- 352 км: Сорьянка
- 369 км: Таборинка (137 км)
- 385 км: Волья
- 398 км: Волчимья (129 км)
- 409 км: Эхталька
- 423 км: Большая Кылья
- 429 км: Сындалья
- 440 км: Черная
- 448 км: Тангупка
- 457 км: Емная (67 км)
- 469 км: Сулья (60 км)
- 470 км: Кыртымья (69 км)
- 480 км: Ушья
- 510 км: Отымья
- 516 км: Чишья
- 535 км: Анеп (108 км)
- 545 км: Арья
- 602 км: Пелым (707 км)
- 612 км: Ворья
- 650 км: Вагиль (117 км)
- 694 км: Линтовка (84 км)
- 719 км: Лозьва (637 км)
- 719 км: Сосьва (635 км)

## Населённые пункты
Свердловская область
- д. Линты
- д. Зыкова
- д. Кошмаки
- п. Пуксинка
- п. Новозыково
- д. Пелым
- д. Лапоткова
- д. Пантелеева
- д. Карагаева
- д. Кузнецова
- п. Новосёлово
- п. Якшино
- д. Чернавская
- д. Унже-Павинская
- д. Фирули
- с. Таборы
- д. Кокшарово
- п. Сарьянка
- д. Ермаково
- д. Чермино
- д. Мягково
- д. Кузнецово
- д. Городок
- д. Чулино
- д. Галкино
- п. Чунь-Чуш
- п. Русаковский
- д. Белоярка
- с. Тагильцы
- д. Ленино
- д. Чандыри
- д. Индра
- г. Тавда
- д. Саитково
- д. Ваганово
- с. Кошуки
- д. Васьково

Тюменская область
- п. Нижнепристанской
- п. Первомайский
- с. Антропово
- с. Девятково
- с. Андрюшино
- с. Нижняя Тавда
- с. Черноярка
- д. Бугинка
- д. Верхнесидорово
- с. Плеханово
- д. Сакандыкова

## Данные водного реестра
По данным государственного водного реестра России, река Тавда относится к Иртышскому бассейновому округу, речному бассейну Иртыша, речному подбассейну Тобола. Водохозяйственный участок — Тавда от истока до устья, без реки Сосьвы от истока до водомерного поста у деревни Морозково.
Код объекта в государственном водном реестре — 14010502512111200008628.

## Топографические карты
- Лист карты O-41-17 Гари. Масштаб: 1 : 100 000. Издание 1976 г.